# پلینز (پنسیلوانیا)
پلینز (به انگلیسی: Plains) یک منطقهٔ مسکونی در ایالات متحده آمریکا است که در شهرستان لوزرن، پنسیلوانیا واقع شده‌است. پلینز ۳٫۳ کیلومتر مربع مساحت و ۴٬۳۳۵ نفر جمعیت دارد.